# Peter Westberg (författare)

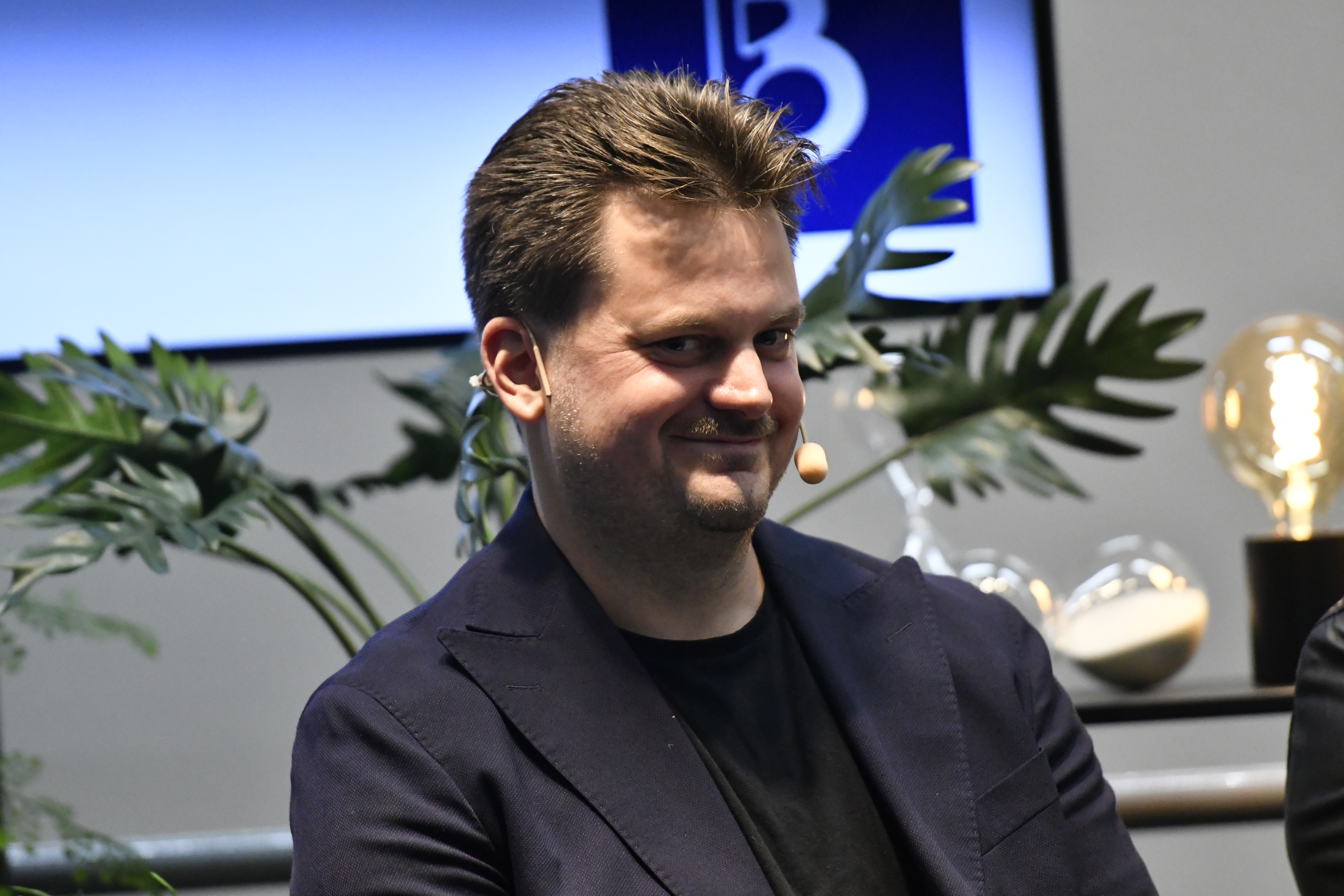
Peter Westberg, 2024.

Peter Westberg från Upplands Väsby är en svensk författare. Hans debutroman Europa Pandemus, släpptes 2019 på Miramir förlag. Peter Westbergs andra roman Aurora, beskyddaren släpptes 2020 som pocket på Joelsgården förlag samt som ljudbok och e-bok på Saga Egmont förlag. Tillsammans med Niclas Wennerlund har han även skrivit boken Bara vanlig, som handlar om en pappas kamp för sin dotters rätt till ett värdigt liv.